# Histórias Extraordinárias
Histórias Extraordinárias (em francês:  Histoires extraordinaires; em italiano:  Tre passi nel delirio) é um filme franco-italiano de 1968, dos gêneros terror e suspense, dividido em três segmentos baseados em três contos de Edgar Allan Poe, cada um dirigido por um cineasta diferente: Federico Fellini, Roger Vadim e Louis Malle.
Os três segmentos que compõem o filme são baseados nos contos  "Metzengerstein", "William Wilson" e "Never Bet the Devil Your Head", todos de Poe.

## Sinopse
Metzengerstein, dirigido por Vadim, conta a história de uma condessa promíscua (Jane Fonda) que se apaixona por um barão (Peter Fonda), seu primo, e rejeitada por ele por seu comportamento amoral, incendeia seus estábulos, causando a morte do barão no incêndio, quando tentava salvar seus cavalos premiados. Um cavalo negro selvagem escapa do incêndio e foge para o castelo de Metzengerstein, onde vive a condessa, que, impressionada com sua beleza, resolve domá-lo e tê-lo para si. Durante uma tempestade de raios, o cavalo a arrasta para o incêndio que os raios haviam causado.
William Wilson, dirigido por Malle e ambientado no século XIX, conta a história clássica do duplo (Doppelgänger), que persegue o personagem do título (Delon) por toda sua vida, acentuado-se nos momentos mais cruéis de sua existência. Brigitte Bardot é Giuseppina, uma jogadora que desafia Wilson numa mesa de pôquer. Enquanto jogam, seu duplo (também Delon), convence a todos que Wilson trapaceou nas cartas, o que causa seu assassinato a facadas por Wilson. Após se confessar com um padre, Wilson comete suicidio pulando da torre 'Palazzo della Ragione', e em seu corpo é encontrada uma faca cravada nas costas.
Toby Dammit, inspirado livremente no terceiro conto de Poe, é dirigido por Fellini. Conta a história do ator shakespeariano Toby Dammit (Stamp), que afunda na carreira devido ao alcoolismo e para voltar ao sucesso faz um pacto com o Diabo, perdendo a vida e a cabeça, num acidente com a Ferrari que ganhou como pagamento por seu último filme.

## Produção
- Roger Vadim dirigiu o seu segmento logo após terminar as filmagens de Barbarella, com sua então mulher Jane Fonda. Durante as filmagens, o irmão de Jane, Peter, também no elenco,  encontrou-se com o roteirista Terry Southern, que estava no set a convite de Vadim e os dois resolveram escrever um filme que fosse um 'faroeste moderno'. No ano seguinte, a idéia de Fonda e Southern se transformaria no filme Sem Destino., que seria premiado no Festival de Cannes, inauguraria a estética dos 'road-movies' e influenciaria o modo de Hollywood fazer cinema na década de 1970.[3]
- Louis Malle aceitou participar do filme para levantar dinheiro para a realização de seu filme autoral O Sopro no Coração, que ainda levaria três anos até que pudesse ser filmado. Sua escolha de Brigitte Bardot para o papel de Giuseppina, se deveu, segundo ele, a um compromisso com o produtor, para aumentar a carga de erotismo no filme e fazê-lo mais atraente para o espectador comum.[4]